# Cabillus caudimacula
Cabillus caudimacula är en fiskart som beskrevs av Greenfield och Randall 2004. Cabillus caudimacula ingår i släktet Cabillus och familjen smörbultsfiskar. Inga underarter finns listade.